# Densill Theobald
Densill Theobald (Port of Spain, 27 giugno 1982) è un ex calciatore trinidadiano, di ruolo centrocampista.

## Carriera
Ha fatto il suo esordio in Nazionale nel luglio 2002, ed è stato inserito nella lista dei convocati per la Coppa del mondo 2006.